# Magdalena Skipper
Magdalena Skipper est rédactrice en chef de la revue Nature. Elle a un doctorat en génétique de l'université de Cambridge.

## Jeunesse et éducation
Skipper a obtenu un baccalauréat (bachelors degree) en génétique à l'université de Nottingham. Elle a ensuite effectué un doctorat en génétique à l'université de Cambridge, où elle a travaillé dans le laboratoire de Jonathan Hodgkin sur la détermination du sexe chez Caenorhabditis elegans (C. elegans). Elle a été membre du Corpus Christi College.

## Recherche
Après avoir terminé son doctorat, elle a rejoint le Conseil de la recherche médicale du laboratoire de biologie moléculaire de Cambridge. Elle a travaillé comme chercheuse postdoctorale à l'Imperial College London sur les poissons-zèbres et le développement intestinal.
Skipper a rejoint Nature en 2001 en tant que rédactrice en chef adjointe de Nature Reviews Genetics. Elle s'intéresse aux innovations dans l'édition scientifique,,. En 2002, elle est devenue rédactrice en chef de Nature Reviews Genetics puis fut promue au rang d'éditrice adjointe en 2008,. Elle fait partie du Conseil consultatif du Centre de médecine personnalisée de l'université d'Oxford. Skipper a brièvement travaillé comme directrice de la communication scientifique à l'Institut Altius de sciences biomédicales à Seattle.
En 2018, elle a travaillé avec Nature et Estée Lauder pour le lancement d'un prix mondial pour les femmes en science,. Elle est devenue la première femme rédactrice en chef de Nature en mai 2018,. Elle veut s'assurer que la science est reproductible et robuste, ainsi qu'apporter plus de soutien aux chercheurs en début de carrière.